# Pere Llabrés i Martorell
Pere-Joan Llabrés i Martorell (Inca (Mallorca), 19 d'octubre de 1938 – Santa Ponça, Calvià, 7 de juliol de 2006) va ser un teòleg, liturgista, prevere i historiador mallorquí.

## Biografia
Va començar els seus estudis al Seminari de Palma i continuà al Seminari Gregorià de Roma. El 1959 rep la tonsura i el 1961 és ordenat diaca. El 1962 es va llicenciar en teologia a la Pontifícia Universitat Gregoriana i el 1965 es va especialitzar en litúrgia al Pontifici Institut de Sant Anselm de Roma. Quan va tornar a Mallorca fou nomenat vicari de la parròquia de Sant Nicolau (1965-1974) i després rector de la parròquia de Santa Catalina Thomàs (1974-1986). També fou professor del Centre d'Estudis Teològics de Mallorca i canonge de la catedral de Mallorca. Entre 1966 i 1990 fou encarregat de portar endavant la reforma litúrgica del Concili Vaticà II a la seva diòcesi, editant missals, rituals i leccionaris, així com un Nou Testament (1987) en català amb l'assessorament de Francesc de Borja Moll. També fou el coordinador a les Illes Balears del Congrés de Cultura Catalana i des de 1974 fou cap de redacció de la revista Lluc També va ser membre de la junta directiva de l'Obra Cultural Balear i col·laborà en la fundació del Grup Blanquerna.
El 24 de febrer de 1977 va oficiar en la seva parròquia el primer funeral a Palma per una víctima de la repressió feixista, una missa en memòria d'Emili Darder i Cànaves, batle de Palma afusellat el 1937 per les autoritats feixistes juntament amb Alexandre Jaume Rosselló, Antoni Mateu Ferrer i Antoni Maria Ques Ventayol. El 1995 fou elegit secretari general del Sínode Diocesà de Mallorca i el 1999 és nomenat delegat diocesà de patrimoni cultural.
Ha publicat nombrosos articles històrics litúrgics i lul·lústics, biografies de sants i beats mallorquins. També s'encarregà d'adaptar a les particularitats lingüístiques balears de la versió de la Bíblia Catalana Interconfessional (1994). El 1983 va rebre un del Premis d'Actuació Cívica de la Fundació Lluís Carulla. El 2001 va rebre el premi Josep Maria Llompart, dels Premis 31 de desembre, de l'Obra Cultural Balear, i el II Premi Fra Miquel Colom TOR, de l'OCB d'Inca. Va morir el 7 de juliol de 2006 en patir un col·lapse mentre nedava a la costa de la Calma (Calvià).

## Obres
- Gaudí a la Catedral de Mallorca, amb Pere Vivas i Jordi Puig. Sant Lluís (Menorca) : Triangle Postals, 2005. ISBN 84-8478-146-1
- Inca en la història (1229-1349) amb Ramon Rosselló i Vaquer. Inca, Mallorca : Ajuntament d'Inca, 1998. ISBN 84-920493-3-2
- Gabriel-Marià Ribas de Pina: evangelitzador i fundador, (1814-1873) amb Pere Fullana. Mallorca : Congregació Religioses Franciscanes, 1997. ISBN 84-922761-1-8
- La Beata Francinaina de Sencelles Ciutat de Mallorca : Germanes de la Caritat de Sant Viçenc de Paül, 1989. ISBN 84-404-4882-1
- La Beata Francisca-Ana de Sencelles Palma : Hermanas de la Caridad de San Vicente de Paúl, 1989. ISBN 84-404-4973-9
- Ja vénc, Senyor!: la vida de Sant Alonso Rodríguez Palma : Col·legi de Monti-Sion, 1988. ISBN 84-404-1439-0
- Sor Catalina Tomàs, la santa de Mallorca Palma : El autor, 1981. ISBN 84-300-4376-4
- Sor Catalina Tomàs: la nostra Santa Ciutat de Mallorca : s.n., 1980 (Ciutat de Mallorca : Taller gràfic Ramon. ISBN 84-300-2670-3